# Lagidium
A Lagidium az emlősök (Mammalia) osztályának a rágcsálók (Rodentia) rendjébe, ezen belül a csincsillafélék (Chinchillidae) családjába tartozó nem.

## Rendszerezés
A nembe az alábbi 4 faj tartozik:
- Lagidium ahuacaense Ledesma et al., 2009 – 2009 júniusában fedezték fel, Ecuador területén[1]
- perui macskanyúl (Lagidium peruanum) Meyen, 1833 – típusfaj
- déli macskanyúl (Lagidium viscacia) Molina, 1782
- Wolffsohn-macskanyúl (Lagidium wolffsohni) Thomas, 1907